# Santissimo Redentore e Santa Francesca Saverio Cabrini
Santissimo Redentore e Santa Francesca Saverio Cabrini är en kyrkobyggnad i Rom, helgad åt den Allraheligaste Frälsaren och den heliga Francesca Saverio Cabrini, grundare av Jesu heliga hjärtas missionssystrar. Kyrkan är belägen i hörnet av Via Sicilia och Via Lucania i Rione Ludovisi och tillhör församlingen San Camillo de Lellis.

## Historia
Kyrkan ritades av arkitekten Mario Cucco och den första stenen lades den 22 juli 1902. Kyrkan konsekrerades på Frans Xaviers minnesdag den 3 december 1906 av kardinal Pietro Respighi. Exteriören är uppförd i nyromansk stil med gotiska element. Fasadens portalbyggnad med spetsbåge och korintiska pilastrar hyser en lynett med en skulptur föreställande den Obefläckade Avlelsen. Fasaden har även ett rosettfönster och kröns av en huvudgesims med gotiska spetsbågar, vilka vilar på kragstenar.
Vid denna tid, det vill säga under 1900-talets första decennium, uppfördes i Rom en rad kyrkobyggnader med inspiration från gotiken. Stilen ansågs, bättre än andra, förena bön och tystnad.
Den enskeppiga interiören har en rektangulär absid med en skulptur föreställande Frälsaren Jesus Kristus. År 1953 konsekrerades ett altare invigt åt Francesca Saverio Cabrini, som hade helgonförklarats år 1946. Här vördas en relik från helgonet. Altarmålningen är ett verk av Giuseppe Ciotti. År 1996 invigdes en serie glasmålningar med scener ur den heliga Francesca Saverio Cabrinis liv.